# Posady
Posady (deutsch Palten) ist ein Dorf in der polnischen Woiwodschaft Ermland-Masuren. Es gehört zur Stadt- und Landgemeinde Pieniężno (Mehlsack) im Powiat Braniewski (Kreis Braunsberg).

## Geographische Lage
Posady liegt im Nordwesten der Woiwodschaft Ermland-Masuren, 19 Kilometer südöstlich der Kreisstadt Braniewo (Braunsberg).

## Geschichte
Das kleine Dorf Palten bestand aus ein paar kleinen und auch großen Höfen. Als eine Landgemeinde kam Palten 1874 zum neu errichteten Amtsbezirk Peterswalde (polnisch Piotrowiec) im ostpreußischen Kreis Braunsberg, Regierungsbezirk Königsberg. Im Jahre 1910 zählte das Dorf 97 Einwohner.
Am 17. Oktober 1928 verlor Palten seine Eigenständigkeit, als es nach Kirschienen (polnisch Kiersiny) eingemeindet wurde.
In Kriegsfolge wurde 1945 das gesamte südliche Ostpreußen an Polen abgetreten. Palten erhielt die polnische Namensform „Posady“ und ist heute eine Ortschaft im Verbund der Gmina Pieniężno (Stadt- und Landgemeinde Mehlsack) im Powiat Braniewski (Kreis Braunsberg), von 1975 bis 1998 der Woiwodschaft Elbląg, seither der Woiwodschaft Ermland-Masuren zugehörig. Im Jahre 2021 waren in Posady 43 Einwohner gemeldet.

## Religion
Posady ist seit 1945 – wie Palten es bis dahin war – in die römisch-katholische Kirche Piotrowiec (Peterswalde), jetzt im Dekanat Orneta (Wormditt) im Erzbistum Ermland, eingepfarrt. 
Bis 1945 gehörte das Dorf auch zur evangelischen Pfarrkirche Mehlsack (polnisch Pieniężno) in der Kirchenprovinz Ostpreußen der Kirche der Altpreußischen Union. Seither ist Posady der Diözese Masuren der Evangelisch-Augsburgischen Kirche in Polen zugeordnet.

## Verkehr
Posady liegt an einer Nebenstraße, die von Wyszkowo (Hohenfürst) nach Wysoka Braniewska (Hogendorf) führt. Wysoka Braniewska ist die nächstgelegene Bahnstation und liegt an der Bahnstrecke Olsztyn Gutkowo–Braniewo der Polnischen Staatsbahn.